# Kustpalmborsteltje
Het kustpalmborsteltje (Baltidrilus costatus) is een ringworm uit de familie van de Tubificidae.